# Juprelle

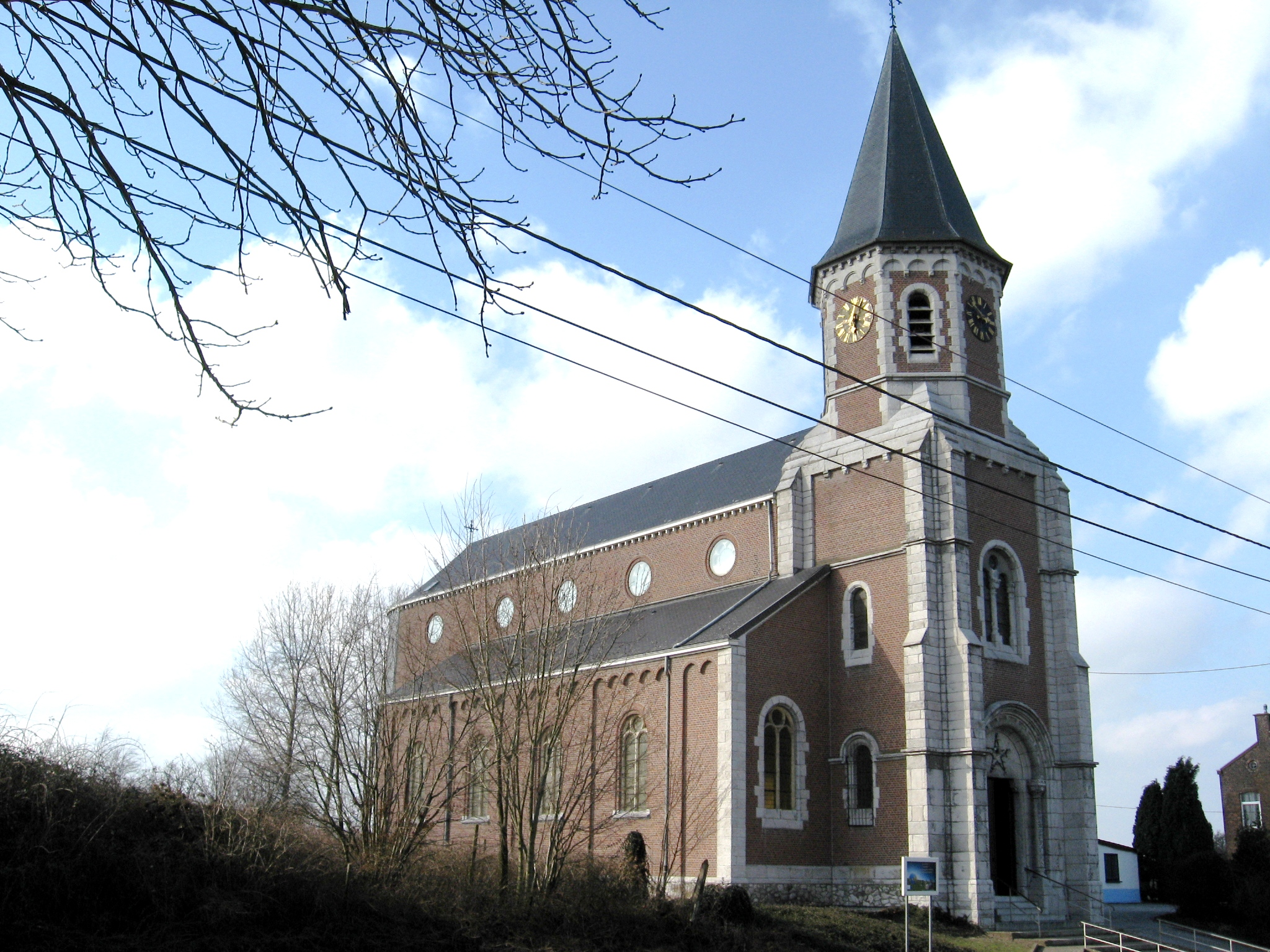
Saint-Barthélémy

Juprelle (wallonisch Djouprele) ist eine frankophone belgische Gemeinde in der Region Wallonien. Sie liegt in der Provinz Lüttich und gehört zum Arrondissement Lüttich. 
Die Gemeinde besteht aus dem Hauptort und sieben weiteren Ortsteilen. 
Sie liegt im Großraum Lüttich, gut acht Kilometer nordwestlich des Stadtzentrums, acht Kilometer südöstlich der Stadt Tongern, 18 km südwestlich der niederländischen Großstadt Maastricht und 82 km östlich von Brüssel.
Bei Boirs und Liers befinden sich Autobahnabfahrten an der A13/E 313 sowie bei Rocourt und Hognoul an der A3/E 40.
Ein Regionalbahnhof befindet sich in Tongern und die nächste Bahnstation mit überregionalen Fernzugverbindungen in Lüttich.
Bei Lüttich gibt es einen Regionalflughafen und nahe der Hauptstadt Brüssel einen internationalen Flughafen.